# Resin transfer molding
Resin transfer molding (RTM) of reaction injection molding (RIM) is een lagedrukvormgevingsproces waarbij twee harsen (resins) in een vorm (mold) polymeriseren.
Vaak wordt, ter versteviging van het product, in de vorm een geweven (glas)mat toegevoegd. Resin transfer molding maakt het mogelijk grote complexe vormen met aan beide zijden een zeer glad oppervlak te maken. Het proces wordt vaak toegepast bij voertuigen die in kleine serieproducties worden vervaardigd. De techniek is een vormgevingsproces dat zich afspeelt in een gesloten mal. Dit in tegenstelling tot het handlamineerproces, dat in een open mal plaatsvindt.

## Proces

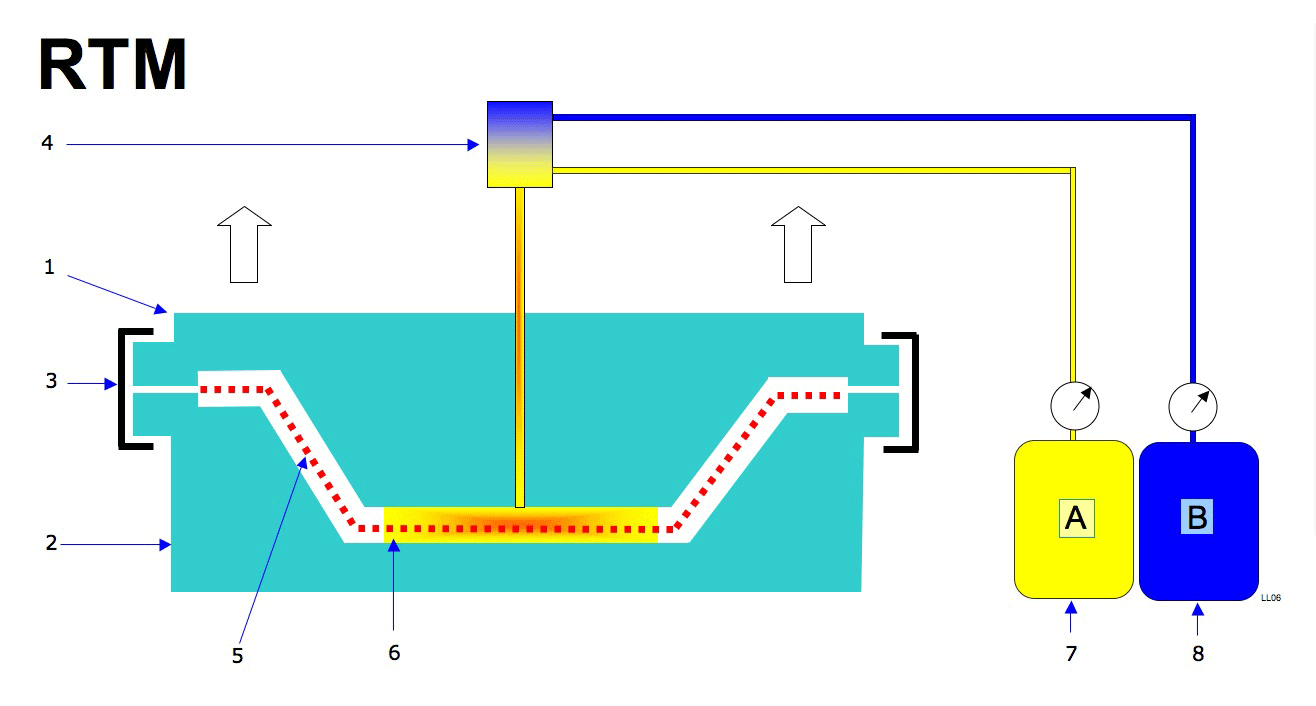
RTM-proces. (1) Bovenvorm. (2) Ondervorm. (3) Gereedschapsklem. (4) Mengkop. (5) Weefselmat. (6) Vloeistofvloei. (7) Hars. (8) Harder.

In een stuk gereedschap bestaande uit een boven- (1) en een ondervorm (2) is een holte in de vorm van het eindproduct uitgespaard. In de holten wordt een lossingsmiddel en een gel-laag opgebracht. In de gel-laag zitten pigmenten en vulstoffen die de kleur en het uiterlijk van het eindproduct bepalen. Het lossingsmiddel zorgt ervoor dat het eindproduct niet aan de vorm blijft plakken. Na de weefselmat (5) te hebben geplaatst, wordt het gereedschap gesloten en met klemmen (3) vergrendeld. De klemmen moeten de polymerisatiekrachten die de vormen uit elkaar willen drukken, kunnen weerstaan. De harsen A en B worden uit de containers (7) en (8), onder druk, naar de mengkop (4) verpompt. Nadat de harsen in de mengkop zijn gemengd, worden deze in het gereedschap geïnjecteerd. De vloeistof vloeit (6) in de holten van het gereedschap. Tegelijkertijd begint de polymerisatie. Tijdens de polymerisatie komt warmte vrij die al dan niet geforceerd via koelkanalen wordt afgevoerd. Nadat de polymerisatie is voltooid, wordt het gereedschap geopend en het gevormde RTM-deel verwijderd.

## Afkortingen
De volgende afkortingen worden vaak gebruikt:
- RTM: resin transfer molding. Harsvormgevingsproces in een vorm. Deze benaming wordt in Amerika vaak gebruikt.
- VARTM: vacuum-assisted resin transfer molding. Is als het RTM-proces, maar met behulp van vacuüm wordt de hars in de vorm gezogen.
- RIM: reaction injection molding. Is gelijk aan het RTM-proces. Deze benaming wordt vaak in de EEG gebruikt.
- SRIM: structural reaction injection molding. Is gelijk aan het RIM-proces, echter met toevoeging van een materiaal (meestal een glasmat) dat aan het eindproduct een structuur geeft.
- VARI: vacuum-assisted resin injection. Is de EEG-versie van VARTM.
- RRIM: Reinforced reaction injection molding. Een vormgevingsproces RIM waarin als versteviging en om de uitzettingen te beperken korte glas-, koolstof- of minerale vezels aan de hars worden toegevoegd.
- LIM: liquid injection molding. Een algemene verzamelnaam van vormgevingsprocessen waarbij een vloeistof (liquid) in een vorm wordt geïnjecteerd.
- Skinrit: een lagedruk-RTM-proces waarbij een folie (skin) vooraf in de vorm wordt gelegd. Hierdoor is één zijde van het product voorzien van een folie.

## Harsen
Vaak toegepaste harsen zijn epoxy, polyurethaan, polyesterhybrides, fenol en vinylesters.

## Voordelen
- Voor kleine series (500-10.000 stuks per jaar) is het een economisch vormgevingsproces om grote, gladde, complexe vormen te maken.

## Nadelen
- Van elk product dient er eerst een dure vorm (mal) gemaakt te worden.
- Geen zicht (controle) op de injectie.